# FilmBox Action
FilmBox Action – piąta filmowa stacja telewizyjna spod marki FilmBox dystrybuowana na terenie Polski przez SPI International Polska. Emituje filmy z gatunku kryminałów, sensacyjnych, westerny, katastroficzne, thrillery i horrory. W godzinach nocnych również filmy erotyczne. Stacja nadaje programy 24 godziny na dobę.
Wszystkie filmy są nadawane w wersji polskiej (z lektorem lub dubbingiem).